# Saleignes
Saleignes é uma comuna francesa na região administrativa da Nova Aquitânia, no departamento de Charente-Maritime. Estende-se por uma área de 7,89 km². Em 2010 a comuna tinha 63 habitantes (densidade: 8 hab./km²).